# Astragalus secundus
Astragalus secundus är en ärtväxtart som beskrevs av Dc. Astragalus secundus ingår i släktet vedlar, och familjen ärtväxter. Inga underarter finns listade i Catalogue of Life.